# Xian de Chenggu
Le xian de Chenggu (城固县 ; pinyin : Chénggù Xiàn) est un district administratif de la province du Shaanxi en Chine. Il est placé sous la juridiction de la ville-préfecture de Hanzhong.

## Démographie
La population du district était de 497 871 habitants en 1999.